# Inazio Maria Etxaide
Inazio Maria Etxaide Lizasoain ou Ignacio María Echaide Lizasoain, né le 1er décembre 1884 à Saint-Sébastien et mort le 14 novembre 1962 dans la même ville, est un ingénieur, écrivain et académicien basque espagnol de langue basque et espagnole.

## Biographie
{{..}}
Il fut ingénieur avant d'être directeur du réseau téléphonique du Guipuscoa. Il a mis en place le premier service téléphonique automatique de l'Espagne. Il publia plusieurs articles, quelques poèmes ainsi que des livres. Il se définissait lui-même comme un intégriste catholique dans ses écrits. Académicien dès 1942 à l'Académie de la langue basque ou Euskaltzaindia, il en fut le président de 1952 à 1962 après Resurreccion Maria Azkue.

## Publications
- Prefijación y composición en idioma euskaro, 1911
- Tratado de sintaxis en el idioma euskaro, 1912
- El verbo vascongado, 1923
- Telefonoaren sortze eta aurrerapena, 1929
- Sobre el origen y parentesco del pueblo euskaro y su idioma, 1935
- Desarrollo de las conjugaciones euskaras, perifrásticas y sintéticas, respetuosas y familiares, 1943